# Anacroneuria flavominuta
Anacroneuria flavominuta is een steenvlieg uit de familie borstelsteenvliegen (Perlidae). De wetenschappelijke naam van de soort is voor het eerst geldig gepubliceerd in 1958 door Jewett.